# Leskea subacuminata
Leskea subacuminata är en bladmossart som beskrevs av Noguchi 1937. Leskea subacuminata ingår i släktet Leskea och familjen Leskeaceae. Inga underarter finns listade i Catalogue of Life.